# Otakar Mareček
Otakar Mareček (født 14. juni 1943 i Prag, død 25. januar 2020) var en tjekkisk roer.

## Rokarriere
Mareček roede i forskellige bådtyper, og hans første store resultat kom, da han i 1963 var en del af den tjekkoslovakiske otter, der vandt EM-bronze. To år senere var han med til at vinde EM-bronze i firer med styrmand for sit land. Han var med otteren ved OL 1968 i Mexico City, hvor tjekkoslovakkerne blev nummer fem.
Herefter begik han sig primært i fireren med styrmand, og ved OL 1972 i München var det i denne båd, han deltog sammen med Karel Neffe, Vladimír Jánoš, František Provazník og styrmand Vladimír Petříček. I deres indledende heat blev de nummer to, hvilket de også blev i deres semifinale. I finalen var de to tysklandes både bedst, og vesttyskerne vandt guld foran østtyskerne, mens tjekkoslovakkerne hentede bronze.
Ved det sidste EM, i 1973, vandt samme besætning endnu en bronzemedalje, og ved OL 1976 i Montreal blev tjekkoslovakkerne og Mareček nummer fire.

## OL-medaljer
- 1972:  Bronze i firer med styrmand